# Nic než pravda
Nic než pravda (v anglickém originále Nothing But the Truth) je americký dramatický film režiséra Roda Lurieho z roku 2008. Lurie uvedl v komentáři na DVD, že ho k napsání scénáře inspiroval případ novinářky Judith Millerové, která byla v roce 2005 uvězněna za pohrdání soudem, když odmítla vypovídat před porotou, která vyšetřovala únik označující Valerii Plameovou za agentku CIA. To bylo ale jen výchozím bodem pro jinak smyšlený příběh.

## Děj
Rachel Armstrongová je ambiciózní reportérkou novin Capital Sun-Times. Když se dozví, že fotbalová máma Erica Van Dorenová pracuje pro CIA jako tajná agentka, která se nedávno vrátila z Venezuely, kde vyšetřovala pokus o atentát na prezidenta USA, zeptá se jí na to a chce potvrzení. Erica odmítá s ní spolupracovat, ale Rachel nemá pochyby o tom, že je to pravda a její článek se dostane s podporou vydavatelky Bonnie Benjaminové a novinového právníka Avrila Aaronsona na titulní stranu.
Protože odhalení identity agenta je pokládáno za zradu a osoba, která to Rachel prozradila je potenciální hrozbou pro národní bezpečnost, Rachelina případu se ujme federální vyšetřovatel Patton Dubois, který svolá velkou porotu a požaduje, aby Rachel prozradila jméno svého zdroje. Ta ho odmítá prozradit. Věhlasný obhájce Albert Burnside, kterého noviny najmou, aby Rachel obhajoval, je přesvědčen, že jeho přátelství se soudcem Hallem usnadní Rachelino osvobození, a tak je šokován, když je jeho klientka uvězněna pro pohrdání soudem. Utíkají dny, týdny a měsíce a Rachel stále odmítá prozradit jméno svého zdroje, což zhorší její vztahy s manželem Rayem a synem Timmym a stojí její noviny stovky tisíc dolarů. Rachel je zasažena, když člen pravicové extrémistické skupiny zavraždí Van Dorenovou, protože považuje její zprávu, která označuje Venezuelu za nevinnou, za postrádající patriotismus. Rachel i přesto odmítá prolomit tajemství. Burnside Rachel obhajuje dokonce před Nejvyšším soudem, ale ten rozhodne proti ní v poměru 5:4 a odůvodňuje to národní bezpečností.
Nakonec se ale soudce Hall rozhodne Rachel osvobodit, protože si uvědomí, že novinářka i přes další věznění svůj zdroj neprozradí. V den jejího propuštění ji nechá Dubois zatknout pro maření spravedlnosti a přesvědčí ji k dohodě o zkrácení trestu místo toho, aby šla k soudu. Rachel souhlasí s dvouletým trestem s tím, že může být propuštěna dříve za dobré chování. Když jede do vězení, vzpomíná na svůj zdroj: dcera Van Dorenové prozradila Rachel na školním výletě, že její matka pracuje pro vládu a nedávno odjela kvůli práci do Venezuely.

## Obsazení
| Kate Beckinsale   | Rachel Armstrongová |
| Matt Dillon       | Patton Dubois       |
| Vera Farmiga      | Erica Van Dorenová  |
| David Schwimmer   | Ray Armstrong       |
| Angela Bassettová | Bonnie Benjaminová  |
| Preston Bailey    | Timmy Armstrong     |
| Noah Wyle         | Avril Aaronson      |
| Alan Alda         | Albert Burnside     |
| Floyd Abrams      | soudce Hall         |